# 스위스 텔레비전

스위스 텔레비전(Schweizer Fernsehen, SF)은 SRG SSR의 독일어 부서로, 독일어권 스위스를 대상으로 스위스 내 TV 프로그램 제작 및 배포를 담당했다. 취리히에 본사가 있었다. 가장 많이 본 프로그램은 매일 오후 7시 30분에 방송되는 Tagesschau(뉴스)였다.
2005년까지 이전에는 SF DRS(Schweizer Fernsehen der deutschen und rätoromanischen Schweiz, "독일 및 로만쉬 스위스의 스위스 텔레비전")라고 불렸다. 2011년 1월 1일, 스위스 텔레비전과 스위스 라디오 DRS는 두 회사를 "Schweizer Radio und Fernsehen(SRF)"로 병합하는 프로세스를 시작했다. 2012년 12월 16일 SF와 SR DRS가 TV와 라디오 방송국에 SRF 이름을 채택하면서 합병이 완료되었다.